# سیارک ۷۸۶۷
سیارک ۷۸۶۷ (به انگلیسی: 7867 Burian، نامگذاری:1984SB1) هفت هزار و هشتصد و شصت و هفتمین سیارک کشف شده‌است که در ۲۰ سپتامبر ۱۹۸۴ کشف شد.
قدر مطلق سیارک برابر ۱۴٫۶۰ است.